# Журавлёво (Ленинградская область)
Журавлёво — деревня в Ефимовском городском поселении Бокситогорского района Ленинградской области.

## История
На карте Новгородского наместничества 1792 года А. М. Вильбрехта, упоминается смежная с Журавлёво деревня Мышкино.
На семитопографической карте Новгородской губернии 1847 года обозначены только смежные деревни Нетина и Мышино.

ЖУРАВЛЁВО — деревня, по X-ой ревизии 1857 года принадлежит:

Шмидт: число хозяйств — 3, в них жителей: 12 м. п., 7 ж. п., всего 19 чел.; 
Колюбакину и Белавиной: число хозяйств — 2, в них жителей: 17 м. п., 7 ж. п., всего 34 чел.;

ЖУРАВЛЁВО — деревня, по земской переписи 1895 года:

Крестьяне бывшие Шмидт: число хозяйств  — 7, в них жителей: 24 м. п., 17 ж. п., всего 41 чел.;
 Крестьяне бывшие Колюбакина и Белавиной: число хозяйств  — 20, в них жителей: 65 м. п., 53 ж. п., всего 118 чел.;

В конце XIX — начале XX века деревня административно относилась к Соминской волости 1-го земского участка 3-го стана Устюженского уезда Новгородской губернии.

ЖУРАВЛЁВО — деревня при колодцах, число дворов — 32, число домов — 50, число жителей: 124 м. п., 120 ж. п.;
  Близ деревни был монастырь, сохранилась часть каменной ограды, найден колокол, ныне висящий в Суглицкой церкви. (1910 год) 

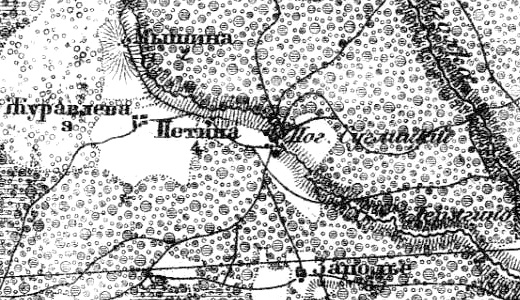
Деревня Журавлёво на карте 1917 года

Согласно военно-топографической карте Новгородской губернии издания 1917 года деревня называлась Журавлева и состояла из 3 крестьянских дворов.
С 1917 по 1918 год деревня входила в состав Тарантаевской волости Тихвинского уезда Новгородской губернии. 
С 1918 года в составе Череповецкой губернии.
С 1924 года в составе Соминской волости Устюженского уезда.
С 1927 года в составе Журавлёвского сельсовета Ефимовского района.
Согласно карте Ленинградской области Северо-западного аэрогеодезического треста ГГУ издания 1932 года деревня насчитывала 29 крестьянских дворов. В деревне находился сельсовет.
По данным 1933 года деревня Журавлёво являлась административным центром Журавлёвского сельсовета Ефимовского района, в который входили 8 населённых пунктов: деревни Дерягино, Дуброва, Журавлёво, Заполье, Зехово, Каменье, Мышкино, Нотинино, общей численностью населения 958 человек.
По данным 1936 года в состав Журавлёвского сельсовета входили 9 населённых пунктов, 205 хозяйств и 6 колхозов.
В 1940 году население деревни составляло 298 человек.
С 1965 года в составе Бокситогорского района. В 1965 году население деревни составляло 159 человек.
По данным 1966 года деревня Журавлёво также входила в состав Журавлёвского сельсовета, административным центром сельсовета являлась деревня Нетинино.
По данным 1973 года деревня являлась административным центром Журавлёвского сельсовета.
По данным 1990 года в деревне Журавлёво проживали 207 человек. Деревня являлась административным центром Журавлёвского сельсовета в который входили 7 населённых пунктов: деревни Бережок, Журавлёво, Заполье, Мыза, Мышкино, Тушемля, Утликово, общей численностью населения 404 человека.
В 1997 году в деревне Журавлёво Журавлёвской волости проживали 175 человек, в 2002 году — 165 человек (русские — 96 %), деревня являлась административным центром волости. 
В 2007 году в деревне Журавлёво Климовского СП проживали 158 человек, в 2010 году — 126.
В мае 2019 года Климовское сельское поселение вошло в состав Ефимовского городского поселения.

## География
Деревня расположена в центральной части района на автодороге 41К-030 (Красная Речка — Турандино), смежно с деревней Мышкино.
Расстояние до деревни Климово — 22 км. Расстояние до районного центра — 80 км.
Расстояние до ближайшей железнодорожной станции Ефимовская — 22 км.
Деревня находится на правом берегу реки Суглинка.

## Демография
| 1997 | 2002 | 2007 | 2010 | 2017 |
| ---- | ---- | ---- | ---- | ---- |
| 175  | ↘166 | ↘158 | ↘126 | ↗134 |

### Национальный состав
Согласно данным Всероссийской переписи населения 2021 года в деревне проживали 126 человек, из них:
 русские — 110, украинцы — 4, остальные национальность не указали.

## Инфраструктура
Деревня имеет уличную планировку. Работают клуб и библиотека.
В деревне насчитывается 54 домохозяйства.
Также в деревне имеется кладбище и разрушенная церковь.

## Достопримечательности
- Церковь Воскресения Христова, 1930 года постройки, каменная, недействующая. Приделы: Знамения, апостола Иоанна Богослова, святого Николая, Архангела Михаила, Успения, пророка Илии, Всех Святых. Закрыта в 1941 году. Под колокольней устроена молельня[26].

## Известные уроженцы
- Волков, Василий Александрович (1914 — 1996) — Герой Советского Союза, участник Великой Отечественной войны. Здесь же похоронен.

## Улицы
Воскресенская, Героя Советского Союза В. А. Волкова, Нетининский переулок, Новая, Школьная.